# Ланкен-Границ
Ланкен-Границ (њем. Lancken-Granitz) општина је у њемачкој савезној држави Мекленбург-Западна Померанија. Једно је од 42 општинска средишта округа Риген. Према процјени из 2010. у општини је живјело 383 становника. Посједује регионалну шифру (AGS) 13061020.

## Географски и демографски подаци
Ланкен-Границ се налази у савезној држави Мекленбург-Западна Померанија у округу Риген. Општина се налази на надморској висини од 25 метара. Површина општине износи 13,8 km². У самом мјесту је, према процјени из 2010. године, живјело 383 становника. Просјечна густина становништва износи 28 становника/km².